# Peter Baker (Fußballspieler, 1931)
Peter Baker (* 10. Dezember 1931; † 27. Januar 2016) war ein englischer Fußballspieler und -trainer.

## Sportlicher Werdegang
Baker wechselte 1952 aus dem Non-League football vom FC Enfield zu Tottenham Hotspur. Hier entwickelte er sich über die Zeit zur Stammkraft und gewann 1961 mit der Mannschaft das Double aus Meisterschaft und FA Cup. 1964 verpflichte der Klub Cyril Knowles, der ihn aus der Mannschaft verdrängte. Daraufhin wechselte er nach 299 Meisterschaftsspielen für den Londoner Verein ein Jahr später nach Südafrika, wo er für Durban United spielte. 1968 kehrte er kurzzeitig nach England zurück, wo er beim FC Romford im Non-League Football spielte.
Später ließ Baker sich in Südafrika nieder, wo er bis zu seinem Karriereende 1970 wieder für Durban United auflief. Den Klub trainierte er später zeitweise.